# Onthophagus javacupreus
Onthophagus javacupreus là một loài bọ cánh cứng trong họ Bọ hung (Scarabaeidae).